# 聖胡安內波穆塞諾 (玻利瓦省)
聖胡安內波穆塞諾是哥倫比亞的城鎮，位於該國北部，由玻利瓦省負責管轄，距離首府首府卡塔赫納72公里，始建於1776年8月10日，面積675平方公里，海拔高度1.67米，2005年人口32,514。
9°57′N 75°05′W / 9.950°N 75.083°W